# Списак партизанских одреда из Словеније
Партизански одреди формирани на територији Словеније били су део Народноослободилачке војске и партизанских одреда Југославије, који су се током Народноослободилачког рата, од јула 1941. до маја 1945. године, борили против окупатора и његових сарадника. Њима је командовао Главни штаб НОВ и ПО Словеније, а по потреби и Врховни штаб НОВ и ПОЈ.
Први партизански одреди на територији Словеније почели су се формирати током 1942. године. На војно-политичком саветовању у Стојицама, одржаном септембра 1941. године, руководство Народноослободилачког покрета је јасно дефинисало организацију партизанских одреда.
У току Народноослободилачког рата на територији Словеније формирано је преко двадесет партизанских одреда.
Током ослобођења Словеније 1945. године, партизански одреди су расформирани, а њихово људство је или упућивано у састав других јединица НОВЈ или КНОЈ-а или демобилисано.

## Списак партизанских одреда у Словенији
| одред                    | датум формирања           | место формирања          | командант              | политички комесар     |
| ------------------------ | ------------------------- | ------------------------ | ---------------------- | --------------------- |
| Белокрањски одред        | 20. јун 1942.             | Бела крајина             |                        |                       |
| Бришко-бенешки одред     | 6. октобар 1943.          | Бенешка Словенија        |                        |                       |
| Горењски одред           | друга половина јуна 1942. | Горењска                 |                        |                       |
| Долењски одред           | почетак маја 1942.        | Долењска                 |                        |                       |
| Доломитски одред         | 1. јул 1942.              |                          |                        |                       |
| Взходнодолењски одред    | 16. септембар 1942.       | Бела крајина             |                        |                       |
| Западнодолењски одред    | крајем јуна 1942.         | Долењска                 |                        |                       |
| Западнокорушки одред     | фебруар 1944.             | западна Корушка          |                        |                       |
| Идријски одред           | половина септембра 1943.  | околина Идрије           |                        |                       |
| Истарски одред           | половина септембра 1943.  | Бркини                   |                        |                       |
| Источнокорушки одред     | фебруар 1942.             | источна Корушка          |                        |                       |
| Јесеничко-бохињски одред | 30. август 1944.          | околина Постојне         |                        |                       |
| Јужноприморски одред     | 13. фебруар 1943.         | Приморска                |                        |                       |
| Камнишко-засавски одред  | 15. фебруар 1944.         | источни део Горењске     | Иван Белец             | Антон Грошељ          |
| Камнишко-савињски одред  | 14. јануар 1943.          | источни део Горењске     | Алојз Колман Марок     | Митја Рибичич         |
| Козјански одред          | пролеће 1944.             | Козјанско                | Марјан Јерин           |                       |
| Кокршки одред            | 18. јун 1942.             | Горењска                 |                        |                       |
| Корушки одред            | крајем септембра 1944.    | Корушка                  |                        |                       |
| Козјански одред          | 27. априла 1944.          | код Силовеца             |                        |                       |
| Кочевски одред           | крајем јуна 1942.         | околина Кочевја          |                        |                       |
| Кримски одред            | почетком јуна 1942.       | Нотрањска                |                        |                       |
| Кршки одред              | друга половина јуна 1942. | Долењска                 |                        |                       |
| Нотрањски одред          | 24. април 1942.           | Нотрањска                | Бојан Полак, нх        | Јанез Хрибар Тоне, нх |
| Похорски одред           | 1. мај 1942.              | Стична, Долењска         |                        |                       |
| Приморски одред          | почетком августа 1943.    | Приморска                |                        |                       |
| Савињски одред           | 1. мај 1942.              | околина Стичне, Долењска | Алојз Колман Марок, нх | Борис Чижмек          |
| Северноприморски одред   | 13. фебруар 1943.         | Приморска                |                        |                       |
| Сошки одред              | 27. август 1942.          | Нотрањска                |                        |                       |
| Шкофјелошки одред        | почетком августа 1944.    | Нотрањска                |                        |                       |
| Штајерски одред          | почетком септембра 1943.  | планина Похорје          |                        |                       |